# Diócesis de Dume

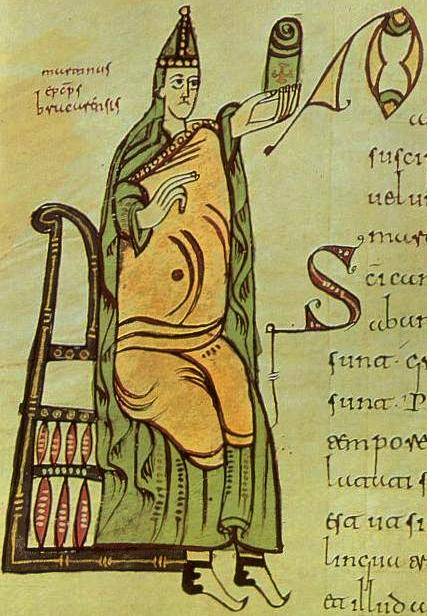
San Martín de Braga, miniatura del Códex Albeldensis, a. 976, Biblioteca del Monasterio de San Lorenzo de El Escorial

La Diócesis de Dume, también conocida como Diócesis de Dumio, (en latín: Dioecesis Dumium)  es una sede católica de rito latino creada en la Hispania visigoda en el reino suevo. Estuvo situada en la localidad de Dume situada en las afueras de la ciudad de Braga. En la actualidad es una sede titular portuguesa asignada al obispo auxiliar de Braga.

## Historia
El monasterio de Dumio, fundado por Martín de Braga fue el principal centro de difusión de cultura y espiritualidad cristiana de origen oriental en el norte de la Península. Estaba situado junto a la iglesia que el rey suevo Karriarico había dedicado a san Martín de Tours, tras su conversión al catolicismo. 
Lucrecio, arzobispo de Braga, crea la diócesis de Dumio en torno al recién creado monasterio, y consagra a Martín de Braga como su primer obispo en torno a 556.
Dume, considerada capital del Reino Galaico-Suevo, fue destruida en la anexión visigoda y los notables del reino se refugiaron temporalmente en casas de los bretoñeses, que trasladaron su capital a San Martiño de Mondoñedo, tras ser destruida la villa de Bretoña, sede del Obispado de Britonia, en la invasión vikinga de 966-971.
En el ámbito de la geografía eclesiástica visigótica dependía de Bracara Augusta, metrópoli de los obispados de la Gallaecia.

## Episcopologio
Los obispos de la Sede de Mondoñedo usarán el Título de Episcopus Dumiensis entre los siglos IX y XII. Entre ellos destaca San Rosendo, abad de Celanova sucede a su tío Savarico, obispo de Dumium, el año 997, restauró varias diócesis del parrochiarum sueviorum anterior y propagó la regla benedictina.
En la actualidad Dumio se considera una Sede Titular y suele ser ocupada por obispos auxiliares. Por ejemplo la sede de Dumio se asignó recientemente a Carlos Francisco Martins Pinheiro, obispo auxiliar de Braga quien la ocupó desde el 16 de febrero de 1985 hasta el 10 de noviembre de 2010.